# Loca
"Loca" é uma canção gravada pela artista musical colombiana Shakira, extraída de seu sétimo álbum de estúdio, Sale el sol. Foi lançado pela Epic Records como single principal do álbum. A versão em espanhol apresenta o rapper dominicano El Cata, e foi lançado em 10 de setembro de 2010, enquanto a versão em inglês apresenta o rapper britânico Dizzee Rascal e foi lançado em 13 de setembro de 2010. Foi escrito e produzido pela cantora, com musica adicional de Edward Bello, Armando Pérez e Dylan Mills. A música é uma faixa de pop latino e merengue, que descreve liricamente a paixão excêntrica de Shakira com um homem. Em agosto de 2014, um alto juiz de um distrito dos EUA achou "Loca" ter sido indiretamente plagiado de "Loca con su Tiguere", uma música de meados da década de 1990, composta pelo compositor dominicano Ramon "Arias" Vasquez. O caso foi arquivado em agosto de 2015, depois de descobrir que Vásquez havia fabricado as provas que apresentou no tribunal.
Após a sua divulgação, "Loca" recebeu críticas em sua maioria favoráveis dos críticos de música, que elogiaram a inclusão de música merengue na gravação. A versão inglesa da música tornou-se um sucesso comercial mundial e atingiu o pico dentro dos cinco melhores nas paradas de países, como Áustria, Bélgica, França, Hungria e Itália. A versão em espanhol chegou ao topo das paradas da Espanha e da Suíça, e tornou-se um sucesso nas listas de singles latinos nos Estados Unidos, liderando os charts da Billboard Hot Latin Songs, Latin Pop Airplay e Tropical Songs. "Loca" recebeu certificações em vários países ao redor do mundo, incluindo certificação de diamantes na Colômbia e certificações multi-platina na Itália, no México e na Espanha.
O seu videoclipe foi filmado em Barcelona, Espanha, em agosto de 2010, e foi lançado no mês seguinte. Possui Shakira interagindo com uma multidão na praia e dançando em frente ao mar usando um biquíni dourado. Isso gerou uma resposta favorável dos críticos, muitos dos quais elogiaram seu conceito de combinar a vibração da música. Para promoção adicional, Shakira cantou "Loca" em vários programas de televisão e nas turnês The Sun Comes Out World Tour e El Dorado World Tour.

## Antecedentes e composição
"Loca" foi escrito pelo rapper americano Armando Pérez, mais conhecido por seu nome artístico Pitbull, o rapper dominicano Edward Bello e Shakira, pelo nono álbum de estúdio da cantora Sale el Sol (2010). O álbum marcou a primeira vez que ela trabalhou com Bello, que é mais conhecido por seu nome artístico El Cata e e sua colaboração começou depois que Shakira expressou seu desejo de experimentar a música merengue, dizendo: "Cresci ouvindo merengue - isso foi em grande parte da minha vida, e eu estava sentindo falta". Merengue é um tipo de música e dança originária da República Dominicana e depois de ser indicada para trabalhar com Bello por Pitbull, Shakira viajou para o país e começou a gravar sessões com ele em seu estúdio "pequeno" em Santo Domingo. "Loca" é uma música pop latina composta por batidas de merengue carregado de trompa combinado com batidas de percussão de techno-dance. Liricamente, a música é sobre Shakira expressando seu comportamento errático e obsessivo em relação a seu namorado. Ela morreria por seu amor. Está louca, mas ele gosta disso.
Duas versões da música estão presentes no álbum; A versão em inglês possui vocais do rapper inglês Dizzee Rascal (que também escreveu as letras de suas partes), enquanto a versão em espanhol apresenta El Cata. Falando sobre a colaboração, Dizzee Rascal disse: "Eu sei que parece um pouco louco agora, mas você vai ver isso e ver o que está acontecendo"." Em uma entrevista para a Billboard, Dizzee Rascal disse sobre Shakira que: "Ela é uma artista da tendencia - ela faz muitas coisas diferentes em um grande escala "e acrescentou:" Você esperaria que ela usasse um rapper americano, mas ela me escolheu. Isso significou muito. "Eu comentei sobre a música que, "Eu gostaria de estar nesse mercado espanhol." Eu entrei em toda a coisa reggaeton quando saiu, então eu sempre quis me dar uma volta em algo assim ". "Loca" serviu como single da Sale el Sol. A versão em espanhol da música, com El Cata, foi lançada em 10 de setembro de 2010. A versão inglesa, com Dizzee Rascal, estreou mais tarde em 13 de setembro de 2010.

### Acusação de plágio
Em 19 de agosto de 2014, Alvin Hellerstein, juiz sênior do United States District Court for the Southern District of New York, concluiu que a versão espanhola de "Loca" foi indiretamente plagiada de "Loca con su Tiguere", uma música de meados da década de 1990, composta pelo compositor dominicano Ramón "Arias" Vasquez. Ele testemunhou que conheceu Beautiful em 2006 e o apresentou a duas de suas músicas, incluindo "Loca con su Tiguere". De acordo com Vasquez, Bello ficou impressionado com a música e pediu-lhe para gravá-la. No entanto, Bello alegou que a música era originalmente baseada em seu relacionamento com sua ex-esposa em oposição à afirmação de Vasquez de que "Loca con su Tiguere" se baseava no relacionamento de sua irmã com um namorado difícil. Hellerstein decidiu em favor de Vasquez e achou que as duas músicas eram semelhantes em estrutura e ritmo. Como a versão em espanhol de "Loca" caracteriza Bello cantando numerosas partes, o juiz argumentou que foi plagiado da música de Vasquez. Após uma fase de teste, a SonyATV Latin e Sony/ATV Discs (as distribuidores da versão espanhola de "Loca" nos Estados Unidos) pagarão danos à Mayimba Music, proprietária dos direitos à canção de Vasquez e ao autor no processo.
Em 10 de agosto de 2015, o caso foi demitido por Hellerstein, depois que a Sony Music trouxe novas evidências sugerindo que Vásquez fabricou o cassete que ele havia produzido anteriormente no tribunal, para provar que a música que foi gravada originalmente por ele. Hellerstein disse que a evidência fornecida pela Sony Music forneceu "prova competente e substancial" de que o cassete era falso.

## Recepção crítica
Após o lançamento, "Loca" recebeu críticas em sua maioria favoráveis dos críticos de música. Um revisor da Billboard complementou Shakira por exibir suas escolhas musicais imprevisíveis ao ter Dizzee Rascal cantar sobre uma batida de merengue, que eles denominaram como uma "combinação chateante". Robert Copsey da Digital Spy, também analisou a música de forma positiva e rotulou a música de "bizarra, mas completamente agradável". Jennifer Schaffer da Stanford Daily, analisou o rap de Dizzee Rascal como o destaque da música. James Reed, do The Boston Globe, denominou-o como um "híbrido de merengue irresistível" e considerou a versão espanhola da música como uma faixa essencial. Michelle Morgante, novamente do The Boston Globe, ficou impressionada com a eficácia da música, tanto em sua versão em espanhol como em inglês e comentou que está "perdida em algumas das outras tentativas de Shakira de mudar a linguagem". Allison Stewart, do The Washington Post, afirmou que havia "pouca diferença apreciável" entre as duas versões da música.
A versão em espanhol da canção foi indicada a "Top Latin Song" no Billboard Music Awards de 2011. Duas outras canções de Shakira, "Gypsy" e "Waka Waka (This Time for Africa)", também foram nomeadas, o prêmio foi conquistado pela última música. No mesmo ano, no Latin Billboard Music Awards, a versão em espanhol foi nomeada para "Hot Latin Song of the Year, Vocal Event" e "Latin Digital Download of the Year", mas perdeu os dois. Na cerimônia do Prêmio 40 Principales 2011, a versão espanhola da música foi nomeada para "Melhor Canção Internacional em Espanhol". A versão em espanhol da canção foi nomeada para "Catchiest Tune" e "My Ringtone" nos prêmios Premios Juventud 2011, mas perdeu as duas categorias para a música do rapper americano Pitbull "Bon, Bon." A versão em inglês da música recebeu uma indicação na categoria de "Best Latin / Reggaeton Track" no 26th Annual International Dance Music Awards em 2011.

## Desempenho nas paradas
A versão inglesa de "Loca", tornou-se um sucesso comercial mundial. Depois de estrear no número 17 na Austrian Singles Chart, ele alcançou o número dois e gastou um total de 20 semanas no gráfico. Nesta região, foi certificada ouro pela International Federation of the Phonographic Industry (IFPI) pela venda de 15 mil unidades. Na região da Valônia, na Bélgica, a música chegou ao topo da parada da Ultratop, durante duas semanas e gastou um total de 26 semanas na região. Foi o quarto single de Shakira a alcançar o número um no país. A Belgian Entertainment Association (BEA), certificou de ouro pelas vendas de 10 mil unidades. "Loca" também alcançou o número um na tabela de Airplay checa, por um total de sete semanas consecutivas. Na França, a música entrou na tabela de singles, no número quatro e atingiu o segundo lugar, passando um total de 49 semanas na região. No entanto, conseguiu alcançar o número um no quadro de músicas digitais francesas. Foi o oitavo single mais vendido em 2010 na França, com vendas de 143.337 unidades. "Loca" alcançou o número quatro nas tabelas Hungarian Singles e Dance. A música entrou no top 20 do Italian Singles Chart no número um, tornando-se o primeiro single de Shakira desde "Beautiful Liar", para realizar a façanha e ficou no topo do gráfico por seis semanas. Nesta região, foi certificada de dupla platina pela Federazione Industria Musicale Italiana (FIMI), por venda de 60 mil unidades. Nos Estados Unidos, "Loca" alcançou o número 32 no quadro Billboard Hot 100. Na parada da Hot Dance Club Songs, tornou-se o primeiro single de Shakira desde "Did It Again" ao pico no número um.
A versão em espanhol de "Loca" atingiu o segundo lugar na tabela Monitor Latino no México e foi certificada de dupla platina pela Asociación Mexicana de Productores de Fonogramas y Videogramas (AMPROFON) pela venda de 120 mil unidades. Permaneceu no gráfico por um total de 47 semanas, e foi certificado de dupla platina pelos Productores de Música de España (PROMUSICAE) para vendas de 80 mil unidades. A música entrou no Swiss Singles Chart, no número dois e atingiu o número um por quatro semanas; gastou um total de 40 semanas no gráfico. Nesta região, a IFPI certificou "Loca" platina por vender 30 mil unidades. A versão em espanhol tornou-se um grande sucesso nas paradas de Billboard Hot Latin Songs. Alcançou o número um no Billboard Hot Latin Songs, e também chegou ao topo do Latin Pop Airplay e do gráfico Tropical Songs chart. "Loca" foi o décimo oitavo e décimo primeiro single de Shakira no quadro Hot Latin Songs, tornando-se a artista feminina de terceiro lugar com o maior número de 10 melhores singles no quadro, atrás de Gloria Estefan e Ana Gabriel.

## Videoclipe

Capturas do videoclipe.

O videoclipe foi filmado perto das praias de Barcelona, Espanha, em agosto de 2010, e foi dirigido por Jaume de Laiguana, que já havia trabalhado com a cantora nos clipes das músicas "No" e "Gypsy". O videoclipe foi filmado em "estilo guerrilheiro", utilizando câmeras portáteis para captar muitas das cenas. Shakira falou sobre o clipe, dizendo: "Eu decidi apenas fazer algo mais espontâneo, e ser livre e me sentir livre sobre isso, porque é disso que esta música fala". O clipe musical foi lançado em 29 de setembro de 2010 e as versões em espanhol e inglês do clipe foram lançadas individualmente no iTunes Store em 11 de outubro de 2010 e 13 de outubro de 2010, respectivamente.
O clipe começa com o Shakira de patinação com muitos fãs que a cercam. Depois de roaming sobre a cidade, incluindo inúmeras cenas de dança, ela muda publicamente seu guarda-roupa e bate em uma moto. Mais adiante, ela dança e entra em uma fonte. Durante o próximo verso, ela é vista dança do ventre com um homem junto à praia e, perto do final do vídeo, ela mergulha no mar junto com muitos fãs e comemora. As cenas da dança de Shakira vestindo um biquini de triângulo de ouro e calças de lantejoulas de ouro também são intercaladas ao longo do vídeo. Dizzee Rascal também faz uma aparição durante sua parte da música.
Walter Frazier da Billboard, analisou o clipe de forma positiva e apreciou a loucura de Shakira no vídeo. James Montgomery da MTV, deu ao vídeo uma revisão muito positiva, chamando-o de "vídeo raro", que complementava perfeitamente a natureza da música. O videoclipe foi nomeado para o "Melhor Vídeo de Música Curta" no 12º Grammy Latino em 2011, mas perdeu para o vídeo de "Calma Pueblo" do grupo Calle 13. Na cerimônia dos prêmios Premios Nos Tierra 2011, o clipe ganhou o prêmio de "Melhor Vídeo Musical para Artista Colombiano". Foi nomeado no 2011 Premios Juventud na categoria Meu Vídeo Favorito. Tendo recebido 100 milhões de visualizações no YouTube, onde recebeu um Prêmio VEVOCertified.

## Performances ao vivo
Shakira interpretou a versão inglesa de "Loca" primeiro em 23 de setembro de 2010 no Late Show with David Letterman. Shakira apareceu no Lopez Tonight, para falar sobre "Loca" e ensinou o apresentador George Lopez, os passos de dança da música. Ela o interpretou no Dancing With The Stars em 19 de outubro - a data de lançamento do álbum. Shakira também cantou a música em 9 de novembro no final da versão alemã do X-Factor.
Shakira interpretou a música com Dizzee Rascal, juntos pela primeira vez no MTV Europe Music Awards 2010, em 7 de novembro. Gabi Gregg da MTV, escolheu o melhor desempenho no show, elogiando os movimentos de dança de Shakira e observando que "ela realmente soa o mesmo ao vivo que ela gravou". Jillian Mapes da Billboard incluiu o desempenho em sua lista de "5 Must-See Moments no 2010 MTV European Music Awards". Shakira cantou a versão em espanhol da música ao vivo durante a 12ª cerimônia de premiação Grammy Latino. Durante as apresentações, Shakira usava um par de calças neon de impressão de leopardo e dançava com "coreografias intrincadas e urbanas". Em 25 de outubro de 2010, Shakira deixou o estacionamento do Honda Center na Califórnia depois de um concerto, mas saiu da limusine e performou "Loca", com dois dançarinos em cima de um carro.

## Faixas e formatos
| Download digital (Versão em inglês) 1. "Loca" (com Dizzee Rascal) – 3:11 Download digital (Versão em espanhol) 1. "Loca" (com El Cata) – 3:04 CD single 1. "Loca" (com Dizzee Rascal) – 3:11 2. "Loca" (com Dizzee Rascal) (Discotheque Remix) – 4:07 | EP Digital 1. "Loca" (com participação de Dizzee Rascal) (JS Mix) - 3:13 2. "Loca" (com participação de Dizzee Rascal) (Sticky Drums Remix By Gucci Vump Aka Brodinski and the Shoes) - 3:14 3. "Loca" (com participação de Dizzee Rascal) (Freemasons Radio Edit) - 3:01 4. "Loca" (com participação de Dizzee Rascal) (Videoclipe) - 3:24 |

## Desempenho nas paradas musicais
| Chart (2010–11)                                | Maior posição |
| ---------------------------------------------- | ------------- |
| Áustria (Ö3 Austria Top 75)                    | 2             |
| Bélgica (Ultratop 50 de Flandres)              | 3             |
| Bélgica (Ultratop 50 da Valônia)               | 1             |
| Canadá (Canadian Hot 100)                      | 36            |
| Dinamarca (Hitlisten)                          | 12            |
| Estados Unidos (Billboard Hot 100)             | 32            |
| Estados Unidos (Billboard Dance Club Songs)    | 1             |
| Estados Unidos (Billboard Hot Latin Songs)     | 1             |
| Estados Unidos (Billboard Tropical Airplay)    | 1             |
| Finlândia (Suomen virallinen lista)            | 11            |
| França (SNEP)                                  | 2             |
| Eslováquia (Rádio Top 100)                     | 2             |
| Espanha (PROMUSICAE)                           | 1             |
| O campo songid é OBRIGATÓRIO PARA PARADA ALEMÃ | 6             |
| Hungria (Rádiós Top 40)                        | 17            |
| Hungria (Single Top 40)                        | 4             |
| Hungria (Dance Top 40)                         | 4             |
| Itália (FIMI)                                  | 1             |
| Países Baixos (Single Top 100)                 | 55            |
| Polónia (Polish Airplay Top 100)               | 1             |
| Polônia (Video Chart)                          | 1             |
| República Checa (Rádio Top 100)                | 1             |
| Suécia (Sverigetopplistan)                     | 20            |
| Suíça (Schweizer Hitparade)                    | 1             |

| Chart (2010)                             | Posição |
| ---------------------------------------- | ------- |
| Áustria (Austrian Singles Chart)         | 38      |
| Bélgica (Belgian Flanders Singles Chart) | 45      |
| Bélgica (Belgian Walloon Singles Chart)  | 26      |
| França (French Singles Chart)            | 8       |
| França (French Download Chart)           | 5       |
| Espanha (Spanish Singles Chart)          | 7       |
| EUA (Latin Songs)                        | 53      |
| Suécia (Swedish Singles Chart            | 70      |
| Suíça (Swiss Singles Chart)              | 16      |
| Chart (2011)                             | Posição |
| Bélgica (Belgian Walloon Singles Chart)  | 40      |
| Espanha (Spanish Singles Chart           | 10      |
| EUA (Hot Dance Club Songs)               | 44      |
| França (French Singles Chart)            | 28      |
| Grécia (Greek Airplay Chart)             | 42      |
| Hungria (Hungarian Airplay Chart)        | 81      |
| Suíça (Swiss Singles Chart)              | 46      |

## Vendas e certificações
| Região                                                                                             | Certificação | Vendas   |
| -------------------------------------------------------------------------------------------------- | ------------ | -------- |
| Alemanha (BVMI)                                                                                    | 2× Platina   | 150,000^ |
| Áustria (IFPI Áustria)                                                                             | Ouro         | 150,000* |
| Bélgica (BEA)                                                                                      | Ouro         | 15,000*  |
| Brasil (Pro-Música Brasil)                                                                         | 2× Platina   | 80,000‡  |
| Dinamarca (IFPI Dinamarca)                                                                         | Ouro         | 15,000^  |
| Espanha (PROMUSICAE)                                                                               | 2× Platina   | 80,000^  |
| Itália (FIMI)                                                                                      | 2× Platina   | 60,000*  |
| México (AMPROFON)                                                                                  | 2× Platina   | 120,000* |
| Suécia (GLF)                                                                                       | Ouro         | 10,000^  |
| Suíça (IFPI Suíça)                                                                                 | Platina      | 30,000^  |
| *números de vendas baseados somente na certificação ^distribuições baseadas apenas na certificação |              |          |

## Histórico de lançamento
| País          | Data                   | Formato          | Gravadora    |
| ------------- | ---------------------- | ---------------- | ------------ |
| Austrália     | 10 de setembro de 2010 | Download digital | Epic Records |
| Bélgica       | 10 de setembro de 2010 | Download digital | Epic Records |
| Dinamarca     | 10 de setembro de 2010 | Download digital | Epic Records |
| Finlândia     | 10 de setembro de 2010 | Download digital | Epic Records |
| Itália        | 10 de setembro de 2010 | Download digital | Epic Records |
| Países Baixos | 10 de setembro de 2010 | Download digital | Epic Records |
| Noruéga       | 10 de setembro de 2010 | Download digital | Epic Records |
| Portugal      | 10 de setembro de 2010 | Download digital | Epic Records |
| Espanha       | 10 de setembro de 2010 | Download digital | Epic Records |
| Suécia        | 10 de setembro de 2010 | Download digital | Epic Records |
| Suíça         | 10 de setembro de 2010 | Download digital | Epic Records |
| EUA           | 10 de setembro de 2010 | Download digital | Epic Records |
| Canadá        | 4 de outubro de 2010   | Download digital | Epic Records |
| EUA           | 12 de outubro de 2010  | Airplay          | Epic Records |
| Alemanha      | 5 de novembro de 2010  | CD single        | Epic Records |
| França        | 1 de dezembro de 2010  | CD single        | Epic Records |